# Liste des évêques et archevêques de Carthagène des Indes
Cette liste recense les évêques qui se sont succédé sur le siège du diocèse de Carthagène des Indes depuis sa création le 24 avril 1534. La liste se poursuit avec les archevêques à partir du 20 juin 1900 lorsque le diocèse est élevé au rang d'archidiocèse métropolitain et prend le nom d'archidiocèse de Carthagène des Indes.

## Évêques
- Jerónimo de Loayza, O.P (5 décembre 1537 - 13 mai 1541), nommé évêque de Lima
- Francisco de Santa María Benavides Velasco, O.S.H (20 juillet 1541 - 17 juillet 1550), nommé évêque de Mondoñedo
  - Sede vacante (1552-1561)
- Juan de Simancas (5 décembre 1561 - 1568 ou 1570)
- Pedro Arévalos, O.S.H (18 mai 1571 - 1571 ou 1572)
- Dionisio de Santos, O.P (25 juin 1574 - 9 septembre 1577)
- Juan Montalvo, O.P (6 octobre 1578 - 10 septembre 1586)
- Antonio de Hervias, O.P (28 septembre 1587 - 1590)
  - Sede vacante (1590-1597)
- Juan de Lagrada, O.P (29 janvier 1597 - 22 juillet 1613)
- Pedro Vega (6 octobre 1614 - 17 juin 1616)
- Diego Torres Altamirano, O.F.M.Obs (26 juin 1617 - 10 décembre 1621)
- Francisco Sotomayor, O.F.M.Obs (22 mai 1623 - 18 décembre 1623), nommé évêque de Quito
- Diego Ramirez de Cepeda (15 juillet 1624 - 1629)
- Luis Córdoba Ronguillo, O.SS.T (9 septembre 1630 - 13 août 1640), nommé évêque de Trujillo
- Cristóbal Pérez de Lazárraga, O.Cist (8 octobre 1640 - 18 février 1648)
- Francisco Rodríguez de Valcárcel (28 juin 1649 - 18 juin 1651)
- García Ruiz Cabezas (27 juin 1654 - 1658)
- Antonio Sanz y Luzano (10 novembre 1659 - 19 août 1680), nommé archevêque de Santafé de Nouvelle-Grenade
- Antonio Benavides y Piérola (3 mars 1681 - février 1713)
- Antonio María Cassiani, O.S.Bas (17 septembre 1714 - 25 novembre 1717)
  - Sede vacante (1717-1720)
- Juan Francisco Gómez Calleja (15 avril 1720 - 19 novembre 1725), nommé évêque de Popayán
- Manuel Antonio Gómez de Silva (20 février 1726 - 20 septembre 1728), nommé évêque de Popayán
- Gregorio de Molleda y Clerque (3 août 1729 - 19 décembre 1740), nommé évêque de Trujillo
- Diego Martínez Garrido, O.S.Iacobi (6 mars 1741 - 22 août 1746)
- Bernardo de Arbiza y Ugarte (28 novembre 1746 - 15 novembre 1751), nommé évêque de Trujillo
- Bartolomé de Narváez y Berrio (20 décembre 1751 - 6 février 1754)
- Jacinto Aguado Chacón (1754 - 17 février 1755), nommé évêque d'Arequipa
- Manuel de Sosa y Béthencourt (17 novembre 1755 - 22 avril 1765), nommé évêque de Santafé de Nouvelle-Grenade
- Diego Bernardo de Peredo y Navarrete (9 décembre 1765 - 22 juin 1772), nommé  évêque du Yucatán
- Agustín de Alvarado y Castillo (7 septembre 1772 - 13 mars 1775), nommé archevêque de Santafé de Nouvelle-Grenade
- Blas Manuel Sobrino y Minayo (13 mars 1775 - 16 décembre 1776), nommé évêque de Quito
- José Fernández Díaz de la Madrid, O.F.M.Obs (28 juillet 1777 - 3 décembre 1792), nommé évêque de Quito
- Miguel Álvarez y Cortés (3 décembre 1792 - 22 septembre 1795), nommé évêque de Quito
- Jerónimo Gómez de Liñán de la Borda (27 juin 1796 - 30 septembre 1805)
- Custodio Ángel Díaz Merino, O.P (26 août 1806 - 12 janvier 1815)
- Gregorio Rodríguez Carrillo, O.S.Bas (8 mars 1816 - 12 mars 1828)
  - Sede vacante (1828-1834)
- Juan Fernández de Sotomayor Picón (19 décembre 1834 - 29 mars 1849)
- Pedro Antonio Torres (20 mai 1850 - 20 décembre 1853), nommé évêque de Popayán
  - Sede vacante (1853-1856)
- Bernardino Medina y Moreno (16 février 1856 - 26 mars 1877)
- Manuel Cerón (28 février 1879 - 9 mai 1880)
- Eugenio Biffi, P.I.M.E (7 février 1882 - 8 novembre 1896)
- Pietro Adamo Brioschi, P.I.M.E (15 février 1898 - 20 juin 1900), devient archevêque de Carthagène des Indes

## Archevêques
- Pietro Adamo Brioschi, P.I.M.E (20 juin 1900 - 13 novembre 1943)
- José Ignacio López Umaña (13 novembre 1943 - 3 octobre 1974)
- Rubén Isaza Restrepo (en) (3 octobre 1974 - 15 mars 1983)
- Carlos José Ruiseco Vieira (de) (23 septembre 1983 - 24 octobre 2005)
- Jorge Jiménez Carvajal, C.I.M (24 octobre 2005 - 25 mars 2021)
- Francisco Javier Múnera Correa, I.M.C, depuis le 25 mars 2021